# Gary Nelson
Gary Nelson (Los Angeles, 6 ottobre 1934 – Las Vegas, 25 maggio 2022) è stato un regista statunitense, attivo sia nel mondo del cinema che in quello della televisione.

## Biografia
Debutta negli anni '60 come assistente di regia ed in seguita regista di varie serie televisive, ha partecipato alla produzione di molte serie di successo, tra cui Gunsmoke, The Patty Duke Show, Sulle strade della California e L'isola di Gilligan e film per la televisione. Nel 1962 ha sposato l'attrice Judi Meredith, da cui ha avuto due figli. Il debutto nel mondo del cinema avviene nel 1972 con la pellicola Molly and Lawless John. Per la sua attività televisiva nel 1978 viene candidato agli Emmy Awards per la miniserie Washington: Behind Closed Doors, mentre negli ultimi anni ha tenuto occasionalmente lezioni alla Università del Nevada.

## Filmografia

### Cinema
- Molly and Lawless John (1972)
- Vivo quanto basta per ammazzarti! (1973)
- Tutto accadde un venerdì (1977)
- The Black Hole - Il buco nero (1979)
- L'orgoglio di Jesse Hallam (The pride of Jesse Hallam) (1981)
- Jimmy the Kid (1982)
- Gli avventurieri della città perduta (1987)

### Televisione (parziale)
- Washington: Behind Closed Doors (1977, miniserie TV)
- Revenge of the Gray Gang, (1981)
- The Baron and the Kid (1983)
- Agatha Christie: Delitto in tre atti (1986)
- Fotogrammi di guerra (Shooter) (1988)
- Il re di Hong Kong (Noble House) (1988, miniserie TV)
- Doppia identità (The Lookalike), regia di Gary Nelson – film TV (1990)
- The Hit Man (1991)
- Le sabbie del tempo (The Sands of Time) (1992)
- Il ritorno di Ironside (1993)
- Ray Alexander: A Taste for Justice (1994)
- Ray Alexander: A Menu for Murder (1995)